# Guadalete

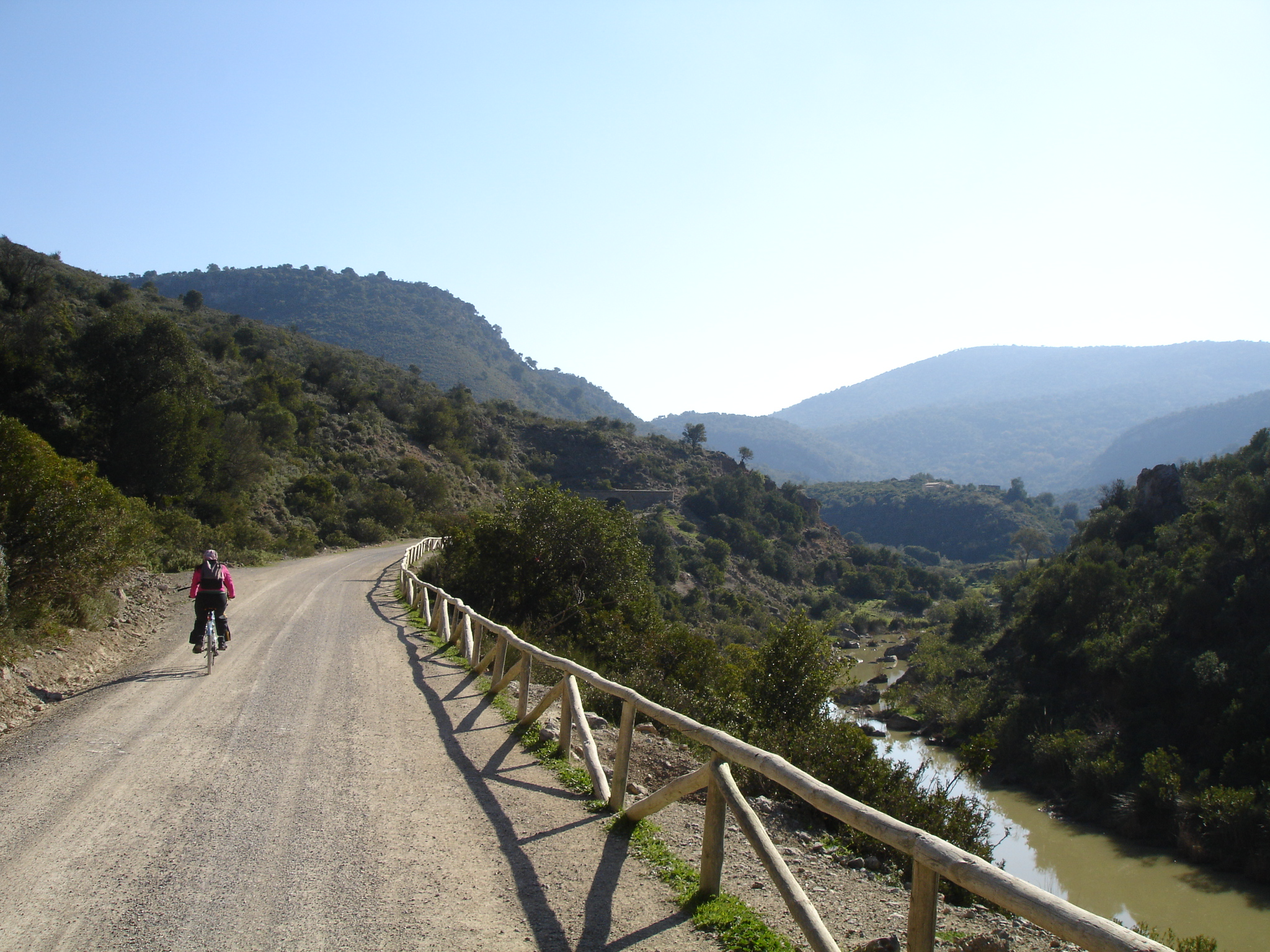
Widok na Guadalete z Vía Verde de la Sierra

Guadalete – niewielka rzeka położona w Hiszpanii w prowincji Kadyks o długości 157 km.

## Znaczenie historyczne
Dawniej rzeka przepływała na granicy chrześcijańskiej i mauretańskiej Iberii i nazywano ją Río de los Muertos (pol. Rzeka Zmarłych).
Rejony rzeki Guadalete są miejscem bitwy, w której wojska Wizygotów zostały pokonane przez najeźdźców muzułmańskich. Doprowadziło to do podboju Półwyspu Iberyjskiego przez Arabów i rozpadu państwa Wizygotów.